# La Venta, Tecpatán
La Venta är en ort i Mexiko.   Den ligger i kommunen Tecpatán och delstaten Chiapas, i den sydöstra delen av landet, 600 km öster om huvudstaden Mexico City. La Venta ligger 190 meter över havet och antalet invånare är 196.
Terrängen runt La Venta är kuperad. Runt La Venta är det ganska glesbefolkat, med 40 invånare per kvadratkilometer. Närmaste större samhälle är La Esperanza, 10,4 km väster om La Venta. I omgivningarna runt La Venta växer i huvudsak städsegrön lövskog.